# 纤齿卫矛
纤齿卫矛（学名：Euonymus giraldii）为卫矛科卫矛属的植物，是中国的特有植物。分布于中国大陆的陕西、四川、甘肃、河北、河南等地，生长于海拔1,000米至2,300米的地区，一般生于山坡林中以及路旁，目前尚未由人工引种栽培。

## 异名
- Euonymus giraldii Loesen. var. angustialatus Loesen.
- Euonymus giraldii Loesen. var. ciliatus Loesen.